# Ivan I. Bánffy
Ivan I. Bánffy (1335. − 1388.) je bio slavonski ban (ban cijele Slavonije), član hrvatske plemenitaške obitelji Bánffyja (Banića).
Sin je Nikole I. i brat Stjepan II.
Dužnost slavonskog bana obnašao je zajedno s bratom Stjepanom II. od 1381. do 1385.,  a zajedno su bili i župani Zagorja od 1366. do 1370. godine. 
Poslije banovanja Slavonijom bio je mačvanski ban od 1386. do 1387. godine. (1388.?) U izvorima na mađarskom jeziku ime mu nalazimo u obliku Bánfi János.